# جايينا بلانكا
جايينا بلانكا (بالإسبانية: Gallina Blanca)‏ هي شركة إسبانية يقع مقرها في برشلونة، بكتالونيا، تنتمي إلى مجموعة أجروليمين، أسسها لويس كاروييا كانالس عام 1937. تتواجد جايينا بلانكا في 70 دولة في 4 قارات، وهي مُتخصصة في مُنتجات مثل الحساء والمرق والمكرونة وغيرها من المُنتجات المطبوخة مُسبقًا.